# Зильберберг, Ксения Львовна
Ксе́ния Льво́вна Зильбербе́рг (итал. Xenia Silberberg, 1906—1952, Лозанна), известна также как Мари́на Сере́ни (итал. Marina Sereni) — итальянский политик, антифашистка и писательница русско-еврейского происхождения, жена писателя и политика Эмилио Серени.

## Биография
Родилась в 1906 году в семье русских революционеров Льва Зильберберга и Ксении Памфиловой. Переехала в Италию в раннем возрасте вместе с матерью, эмигрировавшей после вынесения смертного приговора мужу (1907).
В 1928 году вышла замуж за Эмилио Серени, под его влиянием стала активной сторонницей Компартии Италии. После ареста мужа в 1930 году была посредницей в его общении с партией.
В 1935 году вместе с мужем и дочерью Леей тайно перебралась во Францию, в Париж, где в 1937—1939 годах совместно с Терезой Ноче подпольно издавала журнал «Мы женщины» (итал. Noi donne). Под именем Марина, которое она использовала в подполье, написала автобиографическую книгу «Дни нашей жизни» (итал. I giorni della nostra vita), опубликованную впервые в 1955 году (в СССР — в 1957). Книга стала очень популярной в Италии (напечатано более миллиона копий) и использовалась коммунистами как образец для будущих поколений за приверженность доктрине компартии.
История жизни Ксении, семейная и политическая, рассказана её дочерью Кларой Серени в историческом романе «Игра королевств» (итал. Il gioco dei regni), опубликованном в 1993 году.